# Wilburgstetten
Wilburgstetten là một đô thị ở huyện Ansbach bang Bayern nước Đức. Đô thị Wilburgstetten có diện tích 25,3 km², dân số thời điểm ngày 31 tháng 12 năm 2006 là 2117 người.

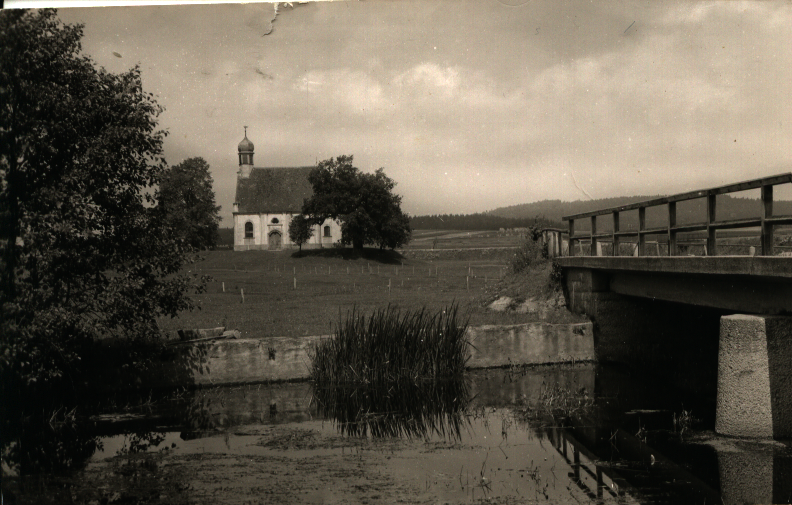
Panorama of Wilburgstetten